# Vas (historisch comitaat)
Het comitaat Vas (Duits: Komitat Eisenburg) was een historisch comitaat in het westen van het koninkrijk Hongarije. Dit comitaat bestond vanaf de 11e eeuw tot 1950 in zijn historische context. Het zuidwestelijke deel bij de Mur hoort vanaf 1920 bij Slovenië (het toenmalige Koninkrijk der Serven, Kroaten en Slovenen, vanaf 1929 het koninkrijk Joegoslavië) en het westelijke deel bij Oostenrijk.
Tegenwoordig is het deels onderdeel van de deelstaat Burgenland in Oostenrijk en het een deel van de Sloveense Mark bij Prekmurje in Slovenië.

## Ligging

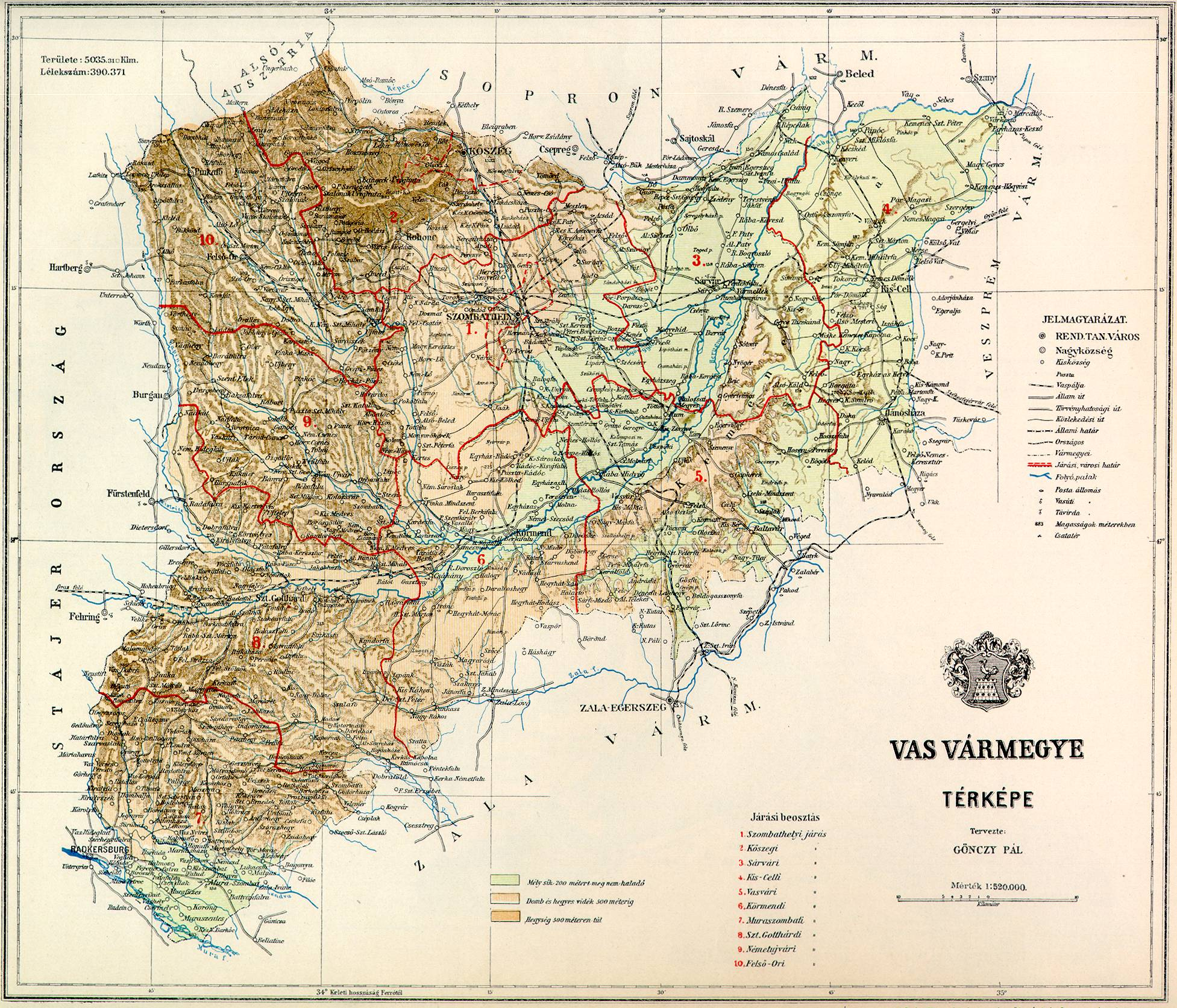
Kaart van het comitaat Vas in 1891

Het comitaat grensde aan de comitaten Sopron, Zala, Veszprém en het Oostenrijkse hertogdom Stiermarken en Neder-Oostenrijk. De rivier de Rába stroomde door het gebied. De rivier Mur vormde de zuidelijke grens, de rivier Marcal de oostgrens en de Alpen de westgrens. Het had enigszins een vlak en anderszins een heuvelachtig en bergachtig landschap. Het Rosaliengebergte maakte onder deel uit van het historische comitaat.

## Districten
| Stoeldistrict | Hoofdplaats                            |
| ------------- | -------------------------------------- |
| Celldömölk    | Celldömölk                             |
| Felsőőr       | Felsőőr, het huidige Oberwart          |
| Körmend       | Körmend                                |
| Kőszeg        | Kőszeg                                 |
| Muraszombat   | Muraszombat, het huidige Murska Sobota |
| Németújvár    | Németújvár, het huidige Güssing        |
| Sárvár        | Sárvár                                 |
| Szentgotthárd | Szentgotthárd                          |
| Szombathely   | Szombathely                            |
| Vasvár        | Vasvár                                 |
| Stadsdistrict |                                        |
| Kőszeg        | Kőszeg                                 |
| Szombathely   | Szombathely                            |

Alle districten liggen tegenwoordig nog steeds in het comitaat Vas, op het deelgebied Muraszombat / Murska Sobota na met als hoofdstad Murska Sobota in Slovenië, dit maakt namelijk deel uit van Prekmurje en de in het huidige Oostenrijk gelegen deelgebieden Felsőőr en Németújvár, met als hoofdsteden Oberwart en Güssing, beiden gelegen in Burgenland.
De historische stoeldistrichten Oberwart / Felsőőr en Güssing / Németújvár komen overeen met de huidige Oostenrijkse districten Oberwart en Güssing van Burgenland. Het stoeldistrict Sint Gotthard (Szentgotthárd) moest bij de vorming van Burgenland in 1921 zijn Duits- en Kroatisch sprekende westelijke deel opgeven, waaruit het Oostenrijkse district Jennersdorf / Gyanafalva werd gevormd. Weisters, een deel van het stoeldistrict Kőszeg / Güns kwam naar het district Oberwart en naar het district Oberpullendorf, waarvan het grootste deel voorheen toebehoorde aan het comitaat Ödenburg. Rond Oberwart / Felsőőr is nog steeds een grote Hongaarse minderheid te vinden.
Als gevolg van de grote provinciehervorming in 1950 werd een deel van het comitaat Sopron aan het provinciegebied toegevoegd, in ruil daarvoor werden enkele gemeenten ten noorden van Zalaegerszeg onderdeel van het comitaat Zala en werd een klein gebied ten westen van Pápa onderdeel van het comitaat Veszprém.